# Otto Hitzfeld
Otto Maximilian Hitzfeld (7 de mayo de 1898 - 6 de diciembre de 1990) fue un general alemán durante la II Guerra Mundial. Recibió la Cruz de Caballero de la Cruz de Hierro con hojas de roble y espadas. Es el tío del mánager de futbol retirado Ottmar Hitzfeld.

## Carrera
Hitzfeld recibió el mando de la 102.ª División de Infantería en abril de 1943. Fue promovido a Teniente General a principios de noviembre de 1943 y tuvo que entregar el mando de la División. Entonces asumió el mando de la escuela de infantería en Döberitz y de nuevo entregó el mando el 1 de noviembre de 1944. Hitzfeld recibió el comandamiento del LXVII Cuerpo de Ejército, que lideró en la Batalla de las Ardenas. Fue promovido a General de Infantería el 1 de marzo de 1945 y fue hecho comandante general del LXVII Cuerpo de Ejército.
Se convirtió en comandante del 11.º Ejército en abril de 1945. Declaró a Göttingen, que estaba abarrotada de refugiados, ciudad abierta. Fue hecho prisionero de guerra por las fuerzas americanas el 19 de abril de 1945 y fue liberado el 12 de mayo de 1947. Recibió noticias de que se le había concedido la Cruz de Caballero de la Cruz de Hierro con Hojas de Roble y Espadas después de su liberación de cautividad.

## Condecoraciones
- Cruz de Hierro (1914) 2.ª Clase (5 de noviembre de 1915 & 1.ª Clase (5 de septiembre de 1916))[2]
- Broche de la Cruz de Hierro (1939) 2.ª Clase (25 de agosto de 1940) & 1.ª Clase (15 de agosto de 1941)[2]
- Cruz de Oficial de la Orden de la Corona de Rumania con Espadas (22 de junio de 1942)
- Cruz de Caballero de la Cruz de Hierro con Hojas de Roble y Espadas
  - Cruz de Caballero el 30 de octubre de 1941 como Oberstleutnant y comandante del 213.º Regimiento de Infantería[3][4]
  - 65.ª Hojas de Roble el 17 de enero de 1942 como Oberstleutnant y comandante del 213.º Regimiento de Infantería[3][5]
  - 158.ª Espadas el 9 de mayo de 1945 como General der Infanterie y comandante general del LXVII. Cuerpo de Ejército[6][Notes 1]

### Citas
1. ↑  «Ottmar Hitzfeld: 5 Fast Facts You Need to Know». Heavy. Archivado desde el original el 19 de noviembre de 2018. Consultado el 12 de enero de 2018.
2. 1 2  Thomas 1997, p. 286.
3. 1 2  Scherzer 2007, p. 393.
4. ↑  Fellgiebel 2000, p. 228.
5. ↑  Fellgiebel 2000, p. 57.
6. ↑  Fellgiebel 2000, p. 49.
7. ↑  Scherzer 2007, p. 141.